# Албрехт I фон Вернигероде
Албрехт I (Адалберт I) фон Вернигероде (на немски: Albrecht I (Adalbert I) von Wernigerode; на латински: Adelbertus comes de Wernigerode; † сл. 5 декември 1141) е първият известен граф в Дерлингау, Остфалия, Хаймар при Хилдесхайм, Вернигероде (1121 – 1133), фогт на Дрюбек в Илзенбург и на манастир Илзенбург.
През 1103 г. той е споменат в Хаймар, през 1117 г. е наречен comes Adelbertus de villa Heymbere и на 18 октомври 1121 г. като Adelbertus comes de Wernigerode е в списъка на свидетелите в документ на епископ Райнхард от Халберщат († 1123).
Германският крал Лотар III († 1137) го прави на 13 ноември 1130 г. фогт на Дрюбек. Става фогт на манастир Илзенбург.

## Деца
Албрехт I (Адалберт I) фон Вернигероде има два сина:
- Бертолд фон Вернигероде († 1126), граф в Дерлингау, Остфалия, Хаймар, Вернигероде, Ахайм
- Людолф фон Вернигероде († сл. 1156).